# Paulínia Racing Bicicross
Paulínia Racing Bicicross é uma equipe de bicicross da cidade brasileira de Paulínia, no estado de São Paulo. Foi fundada em 1996, e em 1997, através de um acordo de patrocínio com a Petrobras, foi criada a equipe Petrobras/Paulínia, que passou a participar de campeonatos oficiais da modalidade. Hoje, a equipe Petrobras/Paulínia é dirigida pela Paulínia Racing Bicicross, que também cuida da formação intelectual e social de seus alunos. Uma reportagem do Jornal Hoje classificou o bicicross como um dos patrimônios de Paulínia, numa reportagem sobre o município exibida em 20 de fevereiro de 2010.

## Títulos
- Campeonato Paulista: 10 títulos (recordista)

2000, 2001, 2002, 2003, 2005, 2007, 2008, 2009, 2011 e 2012
- Campeonato Brasileiro: 8 títulos[3]
- Copa Regional: 9 títulos[5][4]